# La cour de Célimène
La cour de Célimène (en español, La corte de Celimene) también conocida como Les douze (La docena) es una ópera comique en dos actos con música del compositor francés Ambroise Thomas y libreto en francés de Joseph-Bernard Rosier (1804–1880). Se estrenó en la segunda Salle Favart de París el 11 de abril de 1855.
Se ambienta en un chateau parisino en el año 1750. El principal personaje, la Condesa, no tiene nombre propio, pero su apodo en la ópera, Célimène, se refiere a un personaje en el drama de Molière El misántropo que tiene un gran número de pretendientes.
El estreno tuvo lugar en la segunda Salle Favart el 11 de abril de 1855. Tuvo diecinueve representaciones, pero fue olvidada hasta una grabación de Opera Rara en el año 2008.  La ópera regresó a escena por vez primera en casi un siglo y medio el 21 de octubre de 2011, cuando abrió la 60.ª temporada del Festival de Ópera de Wexford.

## Personajes
| Personaje                                                                             | Tesitura | Reparto del estreno, 11 de abril de 1855 (Director:) |
| ------------------------------------------------------------------------------------- | -------- | ---------------------------------------------------- |
| La Comtesse, una viuda                                                                | soprano  | Marie Caroline Miolan-Carvalho                       |
| La Baronne, su hermana, también viuda                                                 | soprano  | Pauline-Désirée Dejon (Paolina Colson-Marchand)      |
| Le Commandeur de Beaupré                                                              | bajo     | Charles Battaille                                    |
| El Chevalier de Mérac, uno de los pretendientes de la Condesa                         | tenor    | Pierre-Marius-Victor Jourdan                         |
| Bretonne, la doncella/confidente de la Condesa                                        | soprano  |                                                      |
| Cuatro pretendientes adolescentes, cuatro pretendientes jóvenes y otros cuatro viejos |          |                                                      |

## Grabación
Thomas: La cour de Célimène, Orquesta Philharmonia, Coro Geoffrey Mitchell 
- Director: Andrew Litton
- Solistas: Laura Claycomb (La Comtesse), Joan Rodgers (La Baronne), Alastair Miles (Le Commandeur), Sébastien Droy (Le Chevalier), Nicole Tibbels (Bretonne)
- Fecha de grabación: julio de 2007
- Sello discográfico: Opera Rara, ORC37 (2 cedés)